# Kobilje, Brus
Kobilje (izvirno srbsko Кобиље) je naselje v Srbiji, ki upravno spada pod Občino Brus; slednja pa je del Rasinskega upravnega okraja.

## Demografija
V naselju živi 379 polnoletnih prebivalcev, pri čemer je njihova povprečna starost 38,9 let (39,3 pri moških in 38,4 pri ženskah). Naselje ima 141 gospodinjstev, pri čemer je povprečno število članov na gospodinjstvo 3,52.
To naselje je, glede na rezultate popisa iz leta 2002, večinoma srbsko.
|  |

| Demografija | Demografija     | Demografija     |
| Leto        | Št. prebivalcev | Št. prebivalcev |
| ----------- | --------------- | --------------- |
|             |                 |                 |
|             |                 |                 |
|             |                 |                 |
|             |                 |                 |
| 1948        | 553             |                 |
| 1953        | 610             |                 |
| 1961        | 622             |                 |
| 1971        | 542             |                 |
| 1981        | 481             |                 |
| 1991        | 523             | 513             |
| 2002        | 521             | 496             |
|             |                 |                 |

| Etnična sestava po popisu iz leta 2002 | Etnična sestava po popisu iz leta 2002 | Etnična sestava po popisu iz leta 2002 | Etnična sestava po popisu iz leta 2002 | Etnična sestava po popisu iz leta 2002 |
| -------------------------------------- | -------------------------------------- | -------------------------------------- | -------------------------------------- | -------------------------------------- |
| Srbi                                   | Srbi                                   |                                        | 490                                    | 98,79%                                 |
| Jugoslovani                            | Jugoslovani                            |                                        | 3                                      | 0,60%                                  |
| Črnogorci                              | Črnogorci                              |                                        | 1                                      | 0,20%                                  |
| Hrvati                                 | Hrvati                                 |                                        | 1                                      | 0,20%                                  |
| Neznano                                | Neznano                                |                                        | 0                                      | 0,0%                                   |